# Phare de Sandy Neck
Le phare de Sandy Neck (en anglais : Sandy Neck Light) est un phare actif situé à Sandy Neck dans le Comté de Barnstable (État du Massachusetts).
Le site de Sandy Neck est inscrit au Registre national des lieux historiques depuis le 10 novembre 1987 .

## Histoire
Le phare est situé à l'ouest de West Barnstable à l'entrée de Barnstable Harbor (en), dans la baie du cap Cod.
Le premier phare a été créé en 1826. La tour actuelle a été construite en 1857 et renforcée dans les années 1880. Il a été désactivé en 1931 et remplacé par une tour à claire-voie, dont le feu a été interrompu en 1952.
En 2005, le comité de restauration du phare de Sandy Neck a été organisé pour collecter des fonds afin de construire et d'installer une réplique de la lanterne d'origine. Le phare a été rallumé en tant qu'aide à la navigation privée en 2007. L'ancienne résidence de gardien est devenue une résidence privée.

## Description
Le phare  est une tour cylindrique en brique, avec une galerie et une lanterne de 16 m de haut. La tour est peinte en blanc et la lanterne est noire. Il émet, à une hauteur focale de 15 m, un éclat blanc de 3 secondes par période de 6 secondes. Sa portée est de 4 milles nautiques (environ 7.5 km).
Identifiant : ARLHS : USA-732 ; USCG : 1-13117 - Amirauté : J0375.5.
|                                        |
| Sandy Neck Cultural Resources District |

|                 |
| Baie du cap Cod |

### Lien connexe
- Liste des phares du Massachusetts